# Lemone Lampley
Lemone Morrett Lampley (nacido el 09 de marzo de 1964 (61 años) en Chicago, Illinois)  es un exjugador de baloncesto estadounidense. Con 2.08 de estatura, jugaba en la posición de pívot.

## Equipos
- 1982-1986: Universidad DePaul
- 1986-1987:  Sebastiani Rieti
- 1987-1988: CB Zaragoza
- 1988-1989: Tenerife N.º 1
- 1989-1990:  Joventut Badalona
- 1990-1993:  Mens Sana Siena
- 1993-1994:  Pallacanestro Trieste
- 1994-1995:  PAOK Salónica